# Formuła 2 – Sochi 2019
Runda Formuły 2 na torze Sochi Autodrom – runda jedenasta mistrzostw Formuły 2 w sezonie 2019.

## Wyniki

### Sesja treningowa
| Nr | Kierowca        | Konstruktor | Czas     | Okr. |
| -- | --------------- | ----------- | -------- | ---- |
| 6  | Nicholas Latifi | DAMS        | 1:48,885 | 17   |

### Kwalifikacje
Źródło: fiaformula2.com
| Poz. | Nr | Kierowca             | Konstruktor                   | Czas     | Poz. s. |
| ---- | -- | -------------------- | ----------------------------- | -------- | ------- |
| 1    | 4  | Nyck de Vries        | ART Grand Prix                | 1:47,440 | 1       |
| 2    | 6  | Nicholas Latifi      | DAMS                          | 1:47,700 | 2       |
| 3    | 11 | Callum Ilott         | Sauber Junior Team by Charouz | 1:47,737 | 3       |
| 4    | 8  | Luca Ghiotto         | UNI-Virtuosi                  | 1:47,767 | 4       |
| 5    | 7  | Zhou Guanyu          | UNI-Virtuosi                  | 1:47,843 | 5       |
| 6    | 5  | Sérgio Sette Câmara  | DAMS                          | 1:48,031 | 6       |
| 7    | 1  | Louis Delétraz       | Carlin                        | 1:48,188 | 7       |
| 8    | 3  | Nikita Mazepin       | ART Grand Prix                | 1:48,226 | 8       |
| 9    | 16 | Jordan King          | MP Motorsport                 | 1:48,320 | 9       |
| 10   | 2  | Nobuharu Matsushita  | Carlin                        | 1:48,396 | 10      |
| 11   | 9  | Mick Schumacher      | PREMA Racing                  | 1:48,444 | 11      |
| 12   | 15 | Jack Aitken          | Campos Racing                 | 1:48,477 | 12      |
| 13   | 10 | Sean Gelael          | PREMA Racing                  | 1:48,567 | 13      |
| 14   | 20 | Giuliano Alesi       | Trident                       | 1:48,850 | 14      |
| 15   | 21 | Ralph Boschung       | Trident                       | 1:48,880 | 15      |
| 16   | 22 | Artiom Markiełow     | BWT Arden                     | 1:49,244 | 16      |
| 17   | 12 | Matewos Isaakian     | Sauber Junior Team by Charouz | 1:49,497 | 17      |
| 18   | 18 | Tatiana Calderón     | BWT Arden                     | 1:50,255 | 18      |
| 19   | 14 | Marino Sato          | Campos Racing                 | 1:50,311 | 19      |
| 20   | 17 | Mahaveer Raghunathan | MP Motorsport                 | 1:51,949 | 20      |
| Poz. | Nr | Kierowca             | Konstruktor                   | Czas     | Poz. s. |

### Główny wyścig

#### Wyścig
Źródło: fiaformula2.com
| P                 | + / –     | Nr | Kierowca             | Konstruktor                   | Okr. | Czas / Strata | Komentarz   |
| ----------------- | --------- | -- | -------------------- | ----------------------------- | ---- | ------------- | ----------- |
| 1                 | Bez zmian | 4  | Nyck de Vries        | ART Grand Prix                | 28   | 54:12,087     |             |
| 2                 | Bez zmian | 6  | Nicholas Latifi      | DAMS                          | 28   | +0:04,918     |             |
| 3                 | 4         | 1  | Louis Delétraz       | Carlin                        | 28   | +0:05,995     |             |
| 4                 | Bez zmian | 8  | Luca Ghiotto         | UNI-Virtuosi                  | 28   | +0:07,607     |             |
| 5                 | 1         | 5  | Sérgio Sette Câmara  | DAMS                          | 28   | +0:11,378     |             |
| 6                 | 4         | 2  | Nobuharu Matsushita  | Carlin                        | 28   | +0:20,364     |             |
| 7                 | 5         | 15 | Jack Aitken          | Campos Racing                 | 28   | +0:27,403     |             |
| 8                 | Bez zmian | 3  | Nikita Mazepin       | ART Grand Prix                | 28   | +0:28,572     |             |
| 9                 | 6         | 11 | Callum Ilott         | Sauber Junior Team by Charouz | 28   | +0:32,394     |             |
| 10                | 5         | 7  | Zhou Guanyu          | UNI-Virtuosi                  | 28   | +0:33,756     |             |
| 11                | 2         | 10 | Sean Gelael          | PREMA Racing                  | 28   | +0:43,365     |             |
| 12                | 3         | 16 | Jordan King          | MP Motorsport                 | 28   | +0:47,493     |             |
| 13                | 1         | 20 | Giuliano Alesi       | Trident                       | 28   | +0:48,620     |             |
| 14                | 1         | 21 | Ralph Boschung       | Trident                       | 28   | +0:59,021     |             |
| 15                | 3         | 18 | Tatiana Calderón     | BWT Arden                     | 28   | +1:09,884     |             |
| 16                | 3         | 14 | Marino Sato          | Campos Racing                 | 28   | +1:46,218     |             |
| 17                | 3         | 17 | Mahaveer Raghunathan | MP Motorsport                 | 27   | +1 okr.       |             |
| 18                | 1         | 12 | Matewos Isaakian     | Sauber Junior Team by Charouz | 27   | +1 okr.       |             |
| Niesklasyfikowani |           |    |                      |                               |      |               |             |
|                   |           | 9  | Mick Schumacher      | PREMA Racing                  | 19   | +9 okr.       | wycofał się |
|                   |           | 22 | Artiom Markiełow     | BWT Arden                     | 0    | +28 okr.      | wypadek     |
| P                 | + / –     | Nr | Kierowca             | Konstruktor                   | Okr. | Czas / Strata | Komentarz   |

#### Najszybsze okrążenie
| Nr | Kierowca     | Konstruktor  | Czas     | Okr. |
| -- | ------------ | ------------ | -------- | ---- |
| 8  | Luca Ghiotto | UNI-Virtuosi | 1:51,104 | 26   |

### Sprint

#### Wyścig
Wyścig był zaplanowany na 21 okrążeń, lecz został skrócony do 15 przez czerwoną flagę po wypadku Mazepina i Matsushity.
Źródło: fiaformula2.com
| P                 | + / –     | Nr | Kierowca             | Konstruktor                   | Okr. | Czas / Strata | Komentarz   |
| ----------------- | --------- | -- | -------------------- | ----------------------------- | ---- | ------------- | ----------- |
| 1                 | 4         | 8  | Luca Ghiotto         | UNI-Virtuosi                  | 15   | 1:18:21,329   |             |
| 2                 | 6         | 4  | Nyck de Vries        | ART Grand Prix                | 15   | +0:00,712     |             |
| 3                 | 6         | 11 | Callum Ilott         | Sauber Junior Team by Charouz | 15   | +0:01,672     |             |
| 4                 | 3         | 6  | Nicholas Latifi      | DAMS                          | 15   | +0:03,383     |             |
| 5                 | 5         | 7  | Zhou Guanyu          | UNI-Virtuosi                  | 15   | +0:03,820     |             |
| 6                 | 2         | 5  | Sérgio Sette Câmara  | DAMS                          | 15   | +0:07,336     |             |
| 7                 | 4         | 10 | Sean Gelael          | PREMA Racing                  | 15   | +0:10,343     |             |
| 8                 | 5         | 20 | Giuliano Alesi       | Trident                       | 15   | +0:13,108     |             |
| 9                 | 3         | 16 | Jordan King          | MP Motorsport                 | 15   | +0:14,851     |             |
| 10                | 10        | 22 | Artiom Markiełow     | BWT Arden                     | 15   | +0:16,769     |             |
| 11                | 9         | 15 | Jack Aitken          | Campos Racing                 | 15   | +0:23,898     |             |
| 12                | 2         | 21 | Ralph Boschung       | Trident                       | 15   | +0:26,558     |             |
| 13                | 5         | 12 | Matewos Isaakian     | Sauber Junior Team by Charouz | 15   | +0:27,414     |             |
| 14                | 8         | 1  | Louis Delétraz       | Carlin                        | 15   | +0:31,933     |             |
| 15                | 1         | 14 | Marino Sato          | Campos Racing                 | 15   | +0:36,472     |             |
| 16                | 1         | 18 | Tatiana Calderón     | BWT Arden                     | 15   | +0:43,057     |             |
| 17                | Bez zmian | 17 | Mahaveer Raghunathan | MP Motorsport                 | 15   | +1:01,506     |             |
| Niesklasyfikowani |           |    |                      |                               |      |               |             |
|                   |           | 9  | Mick Schumacher      | PREMA Racing                  | 7    | +8 okr.       | wycofał się |
|                   |           | 3  | Nikita Mazepin       | ART Grand Prix                | 0    | +15 okr.      | wypadek     |
|                   |           | 2  | Nobuharu Matsushita  | Carlin                        | 0    | +15 okr.      | wypadek     |
| P                 | + / –     | Nr | Kierowca             | Konstruktor                   | Okr. | Czas / Strata | Komentarz   |

#### Najszybsze okrążenie
| Nr | Kierowca        | Konstruktor | Czas     | Okr. |
| -- | --------------- | ----------- | -------- | ---- |
| 6  | Nicholas Latifi | DAMS        | 1:52,272 | 12   |

## Klasyfikacja po zakończeniu rundy

### Kierowcy
| P  | +/− | Kierowca             | Starty | Punkty | P1 | P2 | P3 | PP | NO | NS |
| -- | --- | -------------------- | ------ | ------ | -- | -- | -- | -- | -- | -- |
| 1  | 0   | Nyck de Vries        | 20     | 266    | 4  | 3  | 5  | 5  | 3  | –  |
| 2  | 0   | Nicholas Latifi      | 20     | 194    | 4  | 2  | 1  | –  | 3  | –  |
| 3  | 0   | Luca Ghiotto         | 20     | 184    | 3  | 5  | –  | 2  | 2  | 4  |
| 4  | +1  | Sérgio Sette Câmara  | 20     | 165    | 1  | 2  | 3  | 1  | 3  | 3  |
| 5  | −1  | Jack Aitken          | 20     | 159    | 3  | 1  | 3  | –  | 2  | –  |
| 6  | 0   | Nobuharu Matsushita  | 20     | 124    | 2  | 2  | –  | 1  | 3  | 2  |
| 7  | 0   | Zhou Guanyu          | 20     | 122    | –  | –  | 4  | 1  | 1  | 2  |
| 8  | 0   | Jordan King          | 18     | 79     | –  | 1  | 1  | –  | 2  | 1  |
| 9  | 0   | Anthoine Hubert      | 16     | 77     | 2  | –  | –  | –  | –  | –  |
| 10 | 0   | Louis Delétraz       | 20     | 76     | –  | 2  | 1  | –  | –  | 6  |
| 11 | +1  | Callum Ilott         | 19     | 56     | –  | –  | 2  | 1  | –  | 2  |
| 12 | −1  | Mick Schumacher      | 20     | 51     | 1  | –  | –  | –  | 1  | 6  |
| 13 | 0   | Juan Manuel Correa   | 16     | 36     | –  | 2  | –  | –  | –  | 1  |
| 14 | 0   | Dorian Boccolacci    | 12     | 30     | –  | –  | –  | –  | –  | 2  |
| 15 | 0   | Artiom Markiełow     | 4      | 16     | –  | –  | –  | –  | –  | 1  |
| 16 | 0   | Sean Gelael          | 18     | 15     | –  | –  | –  | –  | –  | 4  |
| 17 | 0   | Giuliano Alesi       | 20     | 10     | –  | –  | –  | –  | –  | 7  |
| 18 | 0   | Nikita Mazepin       | 20     | 10     | –  | –  | –  | –  | –  | 3  |
| 19 | 0   | Ralph Boschung       | 14     | 3      | –  | –  | –  | –  | –  | 3  |
| 20 | 0   | Mahaveer Raghunathan | 18     | 1      | –  | –  | –  | –  | –  | 1  |
| 21 | 0   | Marino Sato          | 4      | 0      | –  | –  | –  | –  | –  | –  |
| 22 | 0   | Tatiana Calderón     | 20     | 0      | –  | –  | –  | –  | –  | 5  |
| 23 | 0   | Arjun Maini          | 6      | 0      | –  | –  | –  | –  | –  | 2  |
| 24 | N   | Matewos Isaakian     | 2      | 0      | –  | –  | –  | –  | –  | –  |
| 25 | −1  | Patricio O'Ward      | 2      | 0      | –  | –  | –  | –  | –  | –  |
| 26 | −1  | Ryan Tveter          | 2      | 0      | –  | –  | –  | –  | –  | –  |
| P  | +/− | Kierowca             | Starty | Punkty | P1 | P2 | P3 | PP | NO | NS |

### Zespoły
| P  | +/− | Konstruktor                   | Starty | Punkty | P1 | P2 | P3 | PP | NO | NS |
| -- | --- | ----------------------------- | ------ | ------ | -- | -- | -- | -- | -- | -- |
| 1  | 0   | DAMS                          | 40     | 359    | 5  | 4  | 4  | 1  | 6  | 3  |
| 2  | 0   | UNI-Virtuosi                  | 40     | 306    | 3  | 5  | 4  | 3  | 3  | 6  |
| 3  | 0   | ART Grand Prix                | 40     | 276    | 4  | 3  | 5  | 5  | 3  | 3  |
| 4  | +1  | Carlin                        | 40     | 200    | 2  | 4  | 1  | 1  | 3  | 8  |
| 5  | −1  | Campos Racing                 | 40     | 189    | 3  | 1  | 3  | –  | 2  | 3  |
| 6  | 0   | MP Motorsport                 | 40     | 96     | –  | 1  | 1  | –  | 2  | 2  |
| 7  | 0   | Sauber Junior Team by Charouz | 37     | 92     | –  | 2  | 2  | 1  | –  | 3  |
| 8  | 0   | BWT Arden                     | 38     | 77     | 2  | –  | –  | –  | –  | 6  |
| 9  | 0   | PREMA Racing                  | 38     | 66     | 1  | –  | –  | –  | 1  | 10 |
| 10 | 0   | Trident                       | 38     | 13     | –  | –  | –  | –  | –  | 11 |
| P  | +/− | Konstruktor                   | Starty | Punkty | P1 | P2 | P3 | PP | NO | NS |